# Znaczek dopłaty pocztowej

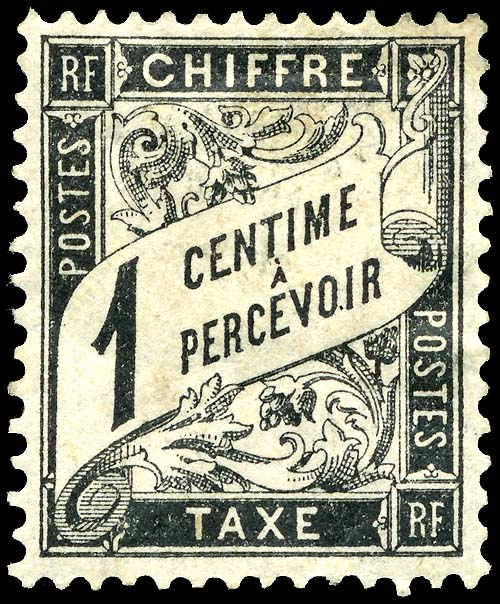
Francuski znaczek dopłaty (z roku 1882)

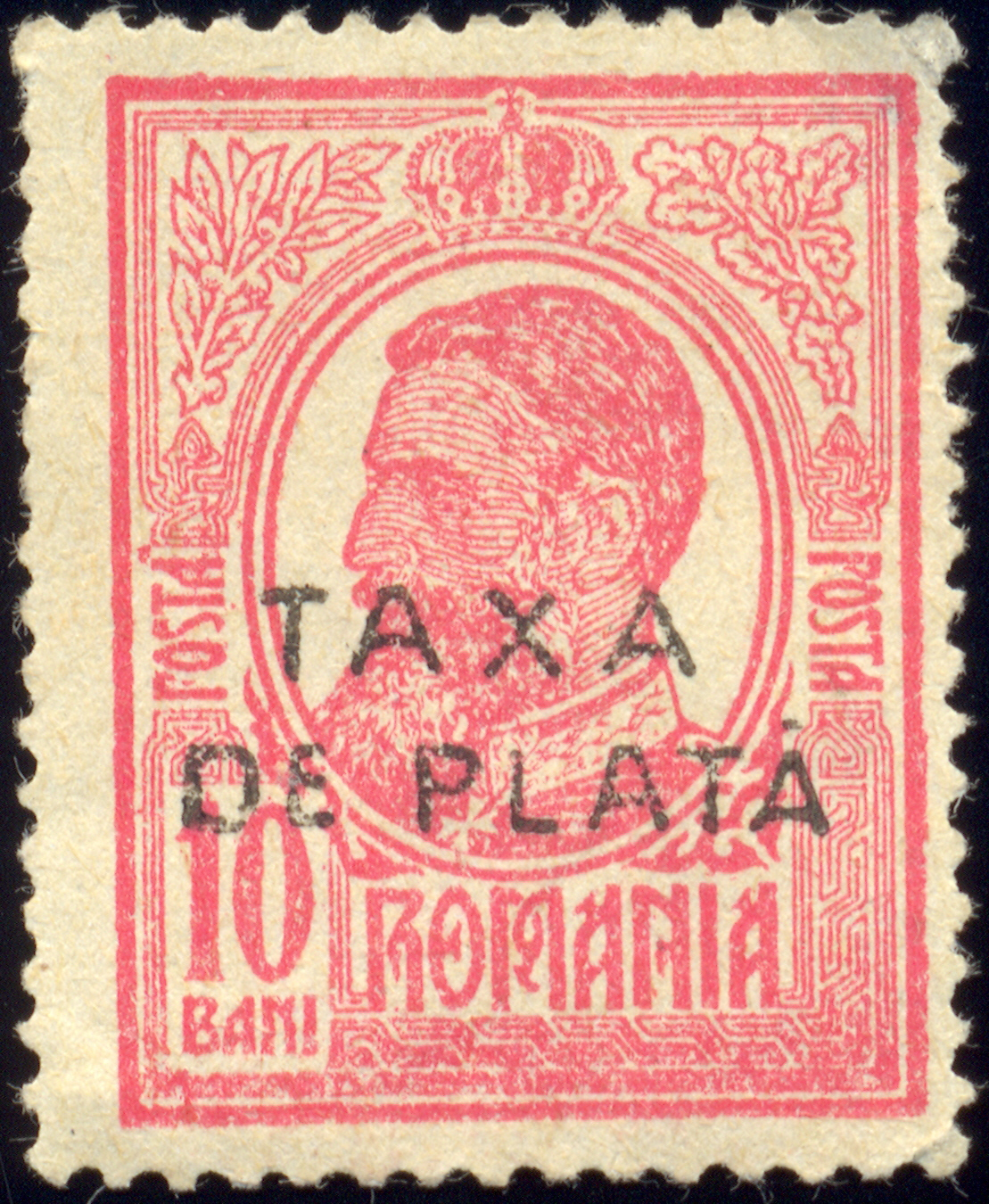
Rumuński znaczek dopłaty powstały poprzez nadruk na znaczku opłaty (z roku 1918)

Znaczek dopłaty pocztowej – znaczek używany jako potwierdzenie zapłaty całości lub brakującej części należnej opłaty pocztowej. Koszty dopłaty ponosi odbiorca przesyłki.
Znaczki dopłaty używane są również w przypadku przesyłek adresowanych na poste restante.
Po raz pierwszy znaczki dopłaty wydała poczta francuska w 1859 roku. Pierwsze polskie znaczki wyemitowano w 1919 roku.
Emitowane znaczki tego typu powstają również poprzez nadruk na znaczkach opłaty (tzw. "wydania przedrukowe"), zmieniający je na znaczki dopłaty.